# Leucosyke montana
Leucosyke montana är en nässelväxtart som beskrevs av H. Winkl.. Leucosyke montana ingår i släktet Leucosyke och familjen nässelväxter. Inga underarter finns listade i Catalogue of Life.